# Карта, яка веде до тебе
«Карта, яка веде до тебе» (англ. The Map That Leads to You) — прийдешня американський романтичний драматичний фільм режисера Лассе Халльстрьома. Це екранізація однойменного роману Дж. П. Моннінгера.
Вихід фільму заплановано на 20 серпня 2025 року.

## У ролях
| Актор               | Роль         |
| ------------------- | ------------ |
| Медлін Клайн        | Гізер Малгрю |
| Кей Джей Апа        | Джек         |
| Софія Вайлі         |              |
| Медісон Томпсон     | Емі          |
| Орландо Норман      |              |
| Джош Лукас          |              |
| Єва Гарсія Монтьель |              |
| Джузеппе Скіллачі   | Марко        |

## Виробництво
Фільм зняв режисер Лассе Халльстрем, і це екранізація однойменного роману Дж. П. Моннінгера. Адаптацію фільму виконали «Лес Богема» та Віра Герберт. Фільм створено студією Amazon MGM Studios, а серед продюсерів — Марті Боуен, Вік Годфрі, Ісаак Клауснер та Джон Фішер з Temple Hill Entertainment, а також Мадлен Клайн та Кей Джей Апа, а також Софія Вайлі, Медісон Томпсон, Орландо Норман та Джош Лукас.
Основні зйомки відбувся в Тарраса, Іспанія, у 2024 році.

## Вихід
Прем'єра фільму «Карта, яка веде до тебе» заплановано на 20 серпня 2025 року компанією Amazon MGM Studios.